# كورتيس غرين
كورتيس غرين (بالإنجليزية: Curtis Green)‏ هو لاعب كرة قدم أمريكية أمريكي، ولد في 3 يونيو 1957 في كوينسي في الولايات المتحدة.

## وصلات خارجية
- كورتيس غرين على موقع مرجع كرة القدم المحترفة.كوم (الإنجليزية)